# OnePlus One
OnePlus One은 2014년 4월 23일에 원플러스가 출시한 스마트폰이다.